# Alphitonia ponderosa
Alphitonia ponderosa är en brakvedsväxtart som beskrevs av Wilhelm B. Hillebrand.
Alphitonia ponderosa ingår i släktet Alphitonia och familjen brakvedsväxter. IUCN kategoriserar arten globalt som sårbar. Inga underarter finns listade i Catalogue of Life.

## Bildgalleri

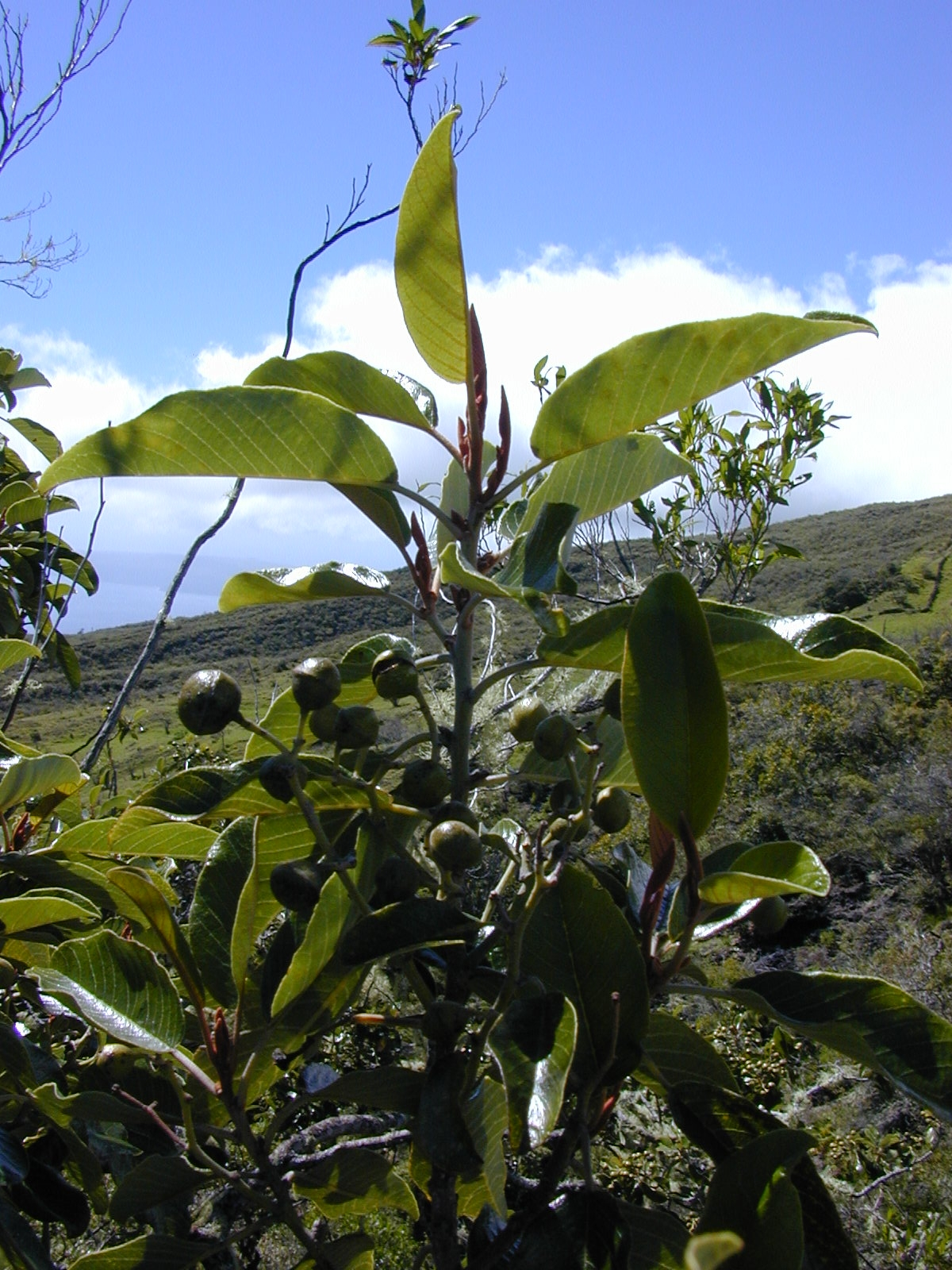
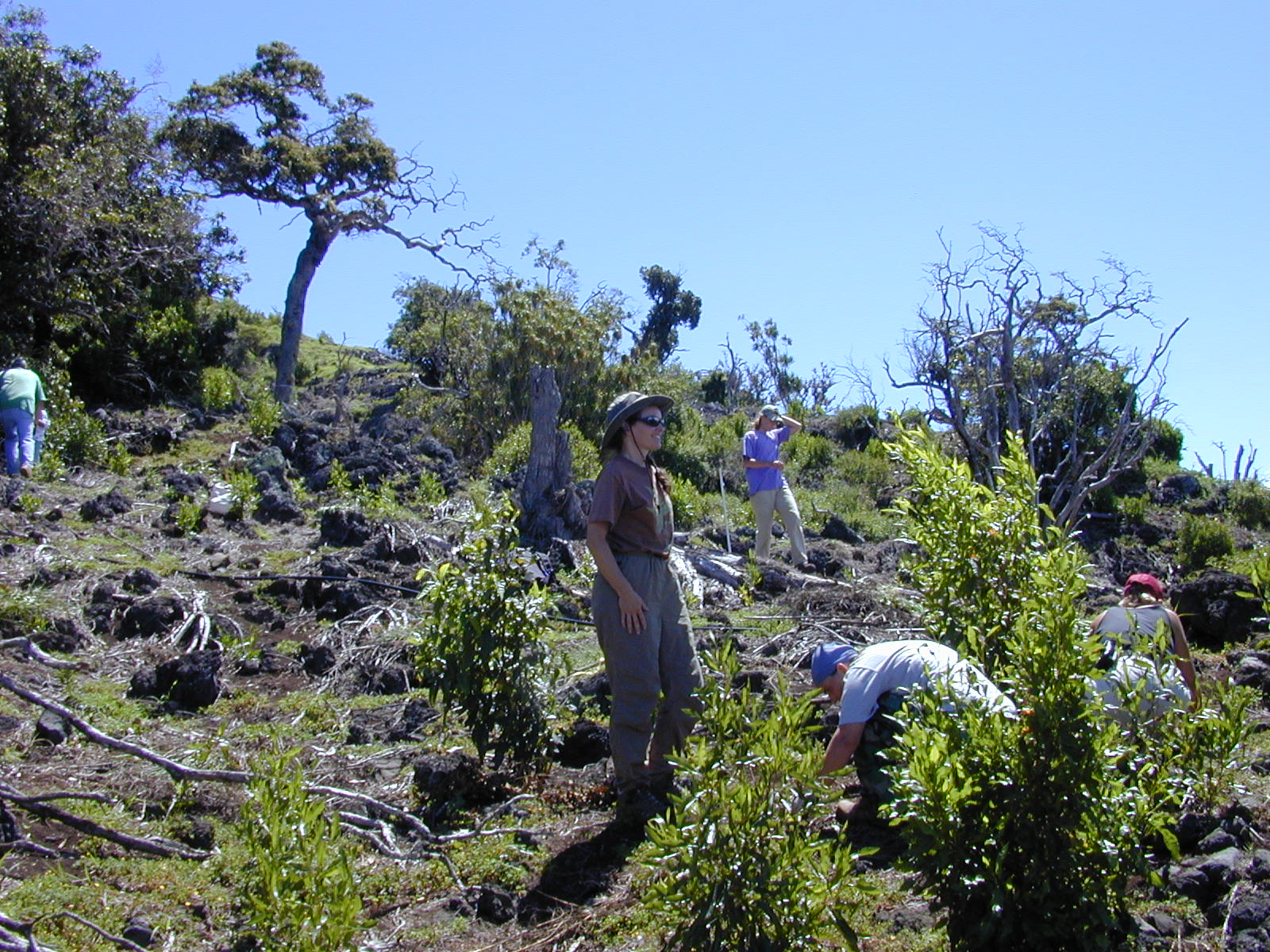
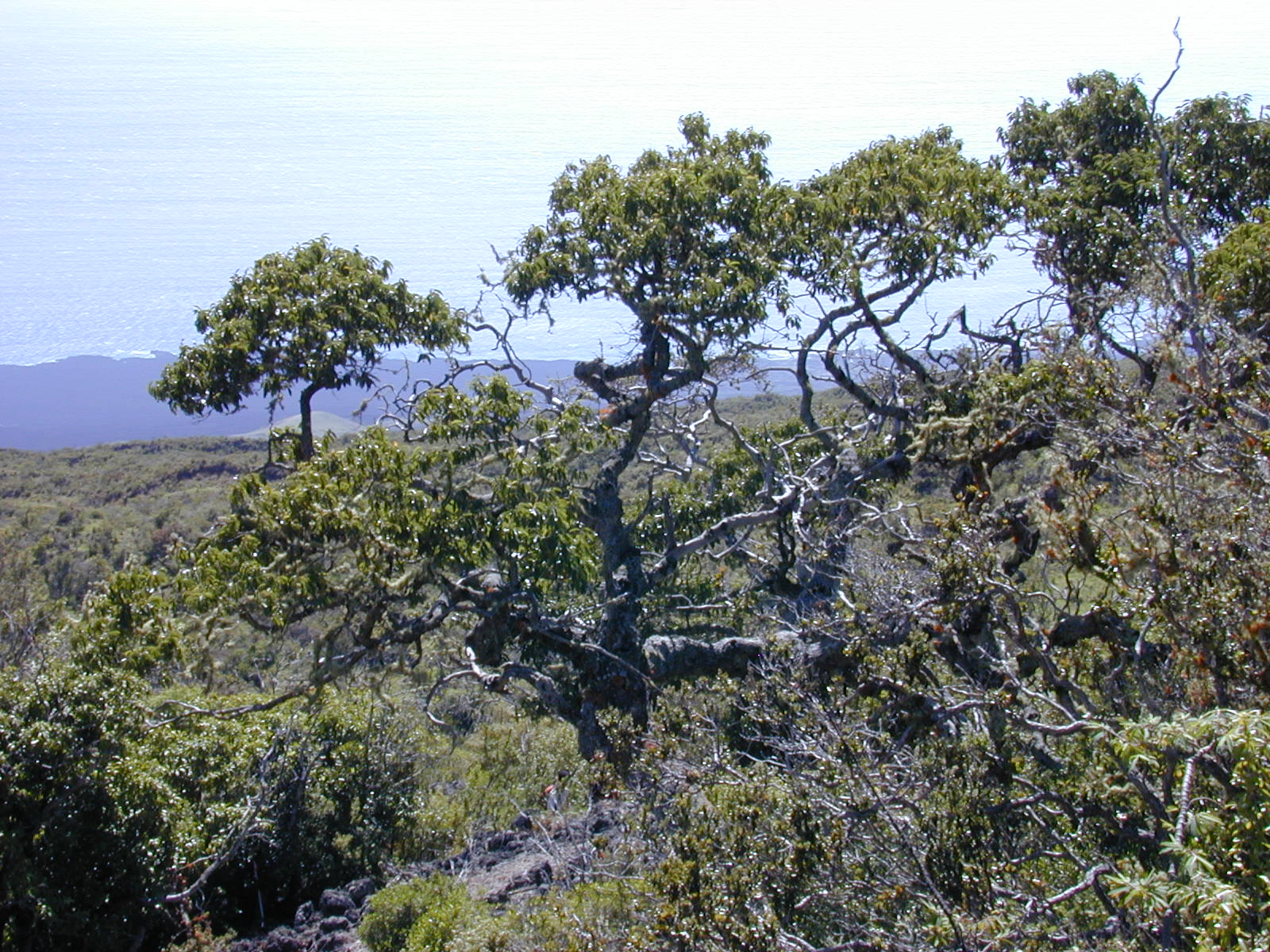
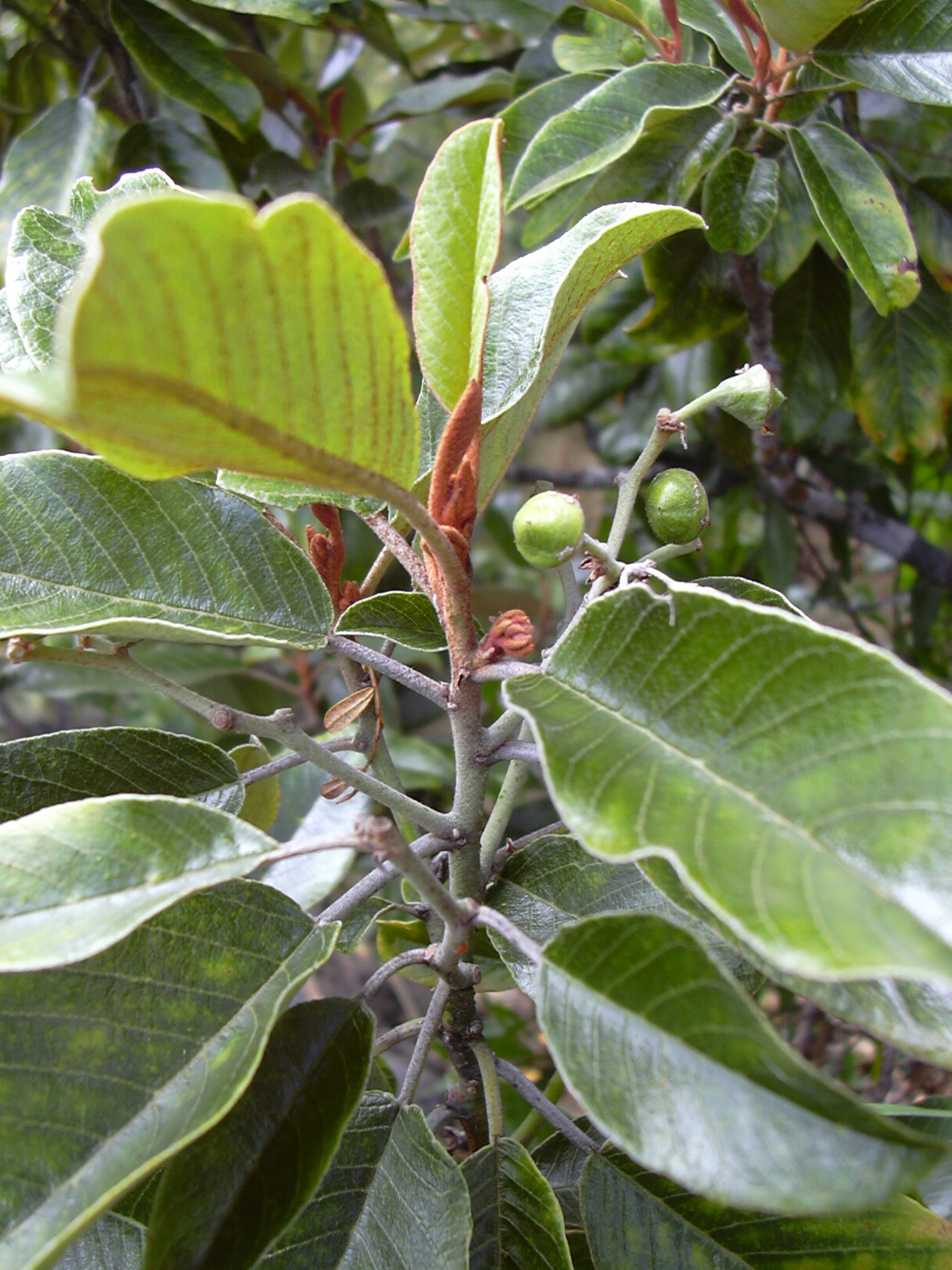
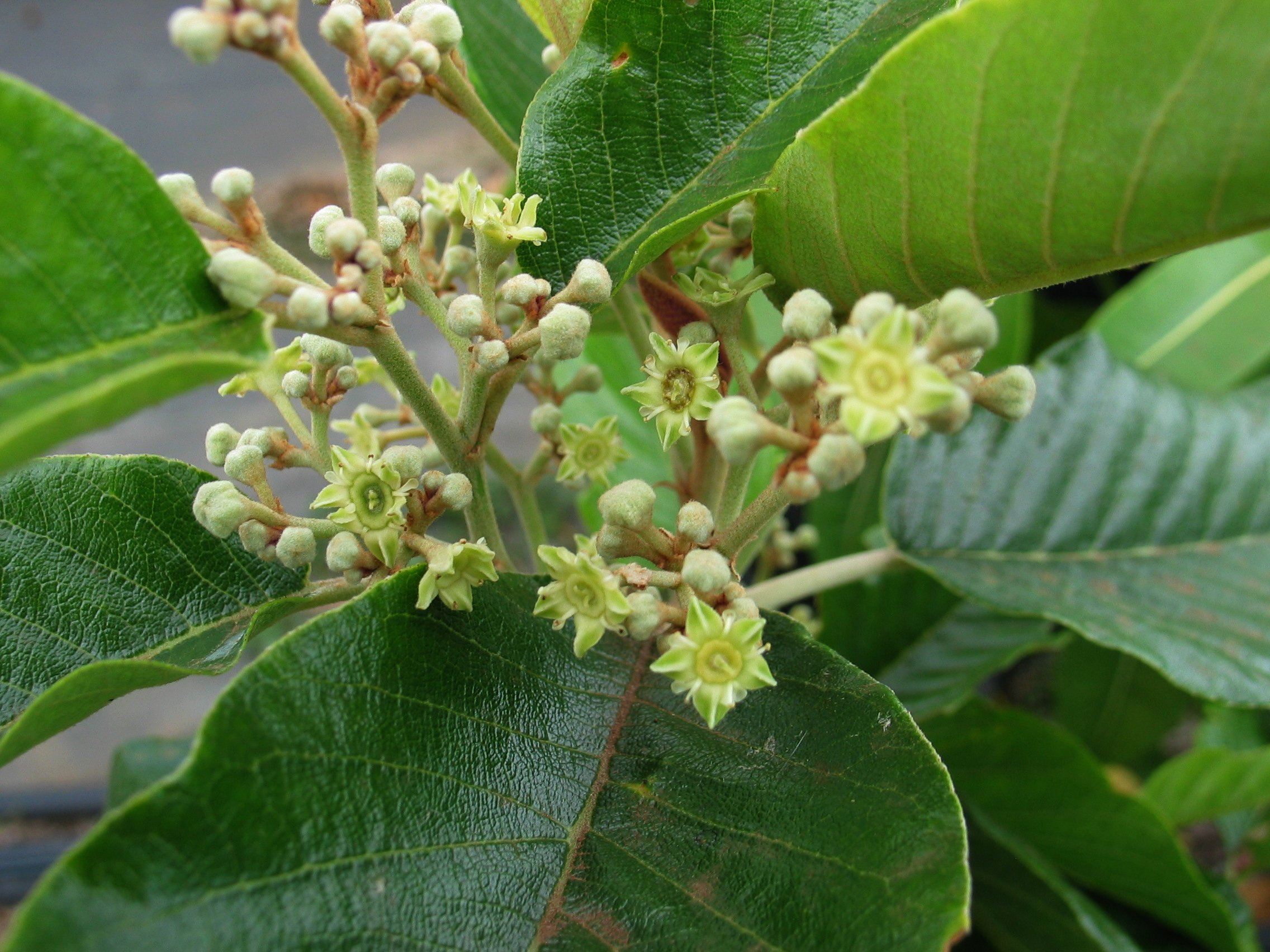